# Lycosa mexicana
Lycosa mexicana är en spindelart som beskrevs av Banks 1898. Lycosa mexicana ingår i släktet Lycosa och familjen vargspindlar. Inga underarter finns listade i Catalogue of Life.